# Энн Ширли (актриса)
Энн Ширли (англ. Anne Shirley, урождённая Дон Эвелин Пэри (англ. Dawn Evelyeen Paris); 17 апреля 1918 — 4 июля 1993) — американская актриса.
Ещё ребёнком начала карьеру актрисы кино под псевдонимом Дон О'Дэй. Позднее, она взяла себе сценический псевдоним Энн Ширли после того, как сыграла главную героиню в экранизации одноимённого литературного произведения Энн из Зелёных крыш. После этого она сделала успешную карьеру в ролях второго плана. За съёмки в фильме Стелла Даллас, она была номинирована на Премию «Оскар» за лучшую женскую роль второго плана.
Ширли оставила актёрскую деятельность в 1944 году в возрасте 26 лет и осталась жить в Лос-Анджелесе, где и скончалась в возрасте 75 лет.

## Биография
Родилась в городе Нью-Йорк под именем Дон Эвелин Пэрис. Ширли начала работать моделью ещё в детстве и дебютировала в кино, сыграв главную роль в фильме Moonshine Valley. Снялась в роли Алисы в немом фильме Alice in Cartoonland. Ширли сделала успешную карьеру в таких фильмах Докодексового Голливуда, как Лилиом, Riders of the Purple Sage, Такой большой!, Трое в паре и Распутин и императрица.

## Карьера

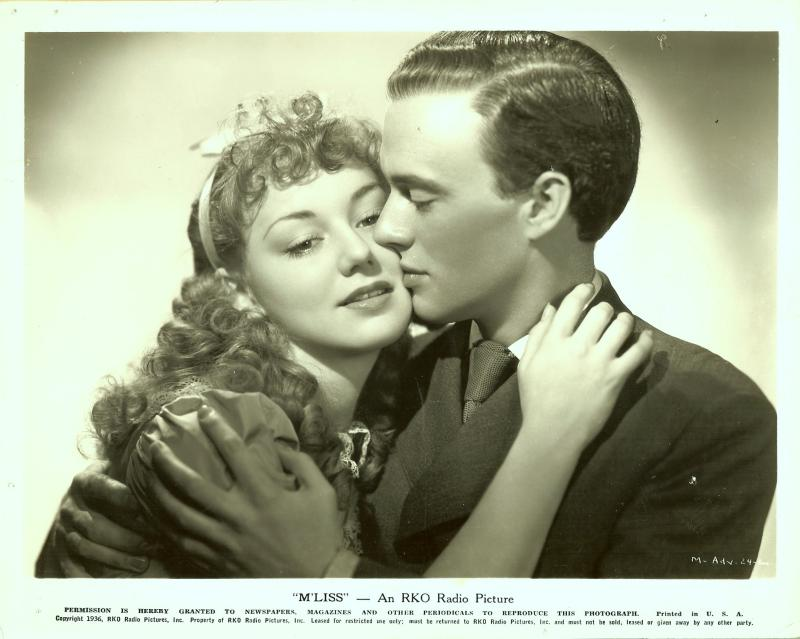
Актёр Джон Бил и Энн Ширли в 1936 году.

В 1934 году, Ширли снялась в роли персонажа Энн Ширли в фильме 1934 года Энн из Зелёных крыш и взяла имя этого персонажа в качестве своего юридического и сценического имени.
Она снялась в фильмах Пароход, плывущий по течению, Make Way for a Lady и Стелла Даллас. За участие в съёмках последнего, она была номинирована на Премию «Оскар» за лучшую женскую роль второго плана. В дальнейшем она сыграла в таких фильмах, как Бдение в ночи, Anne of Windy Poplars, Дьявол и Дэниэл Уэбстер и Это убийство, моя милочка.
Критик Босли Краузер из газеты The New York Times высоко оценил игру Ширли в фильме Дети субботы, написав, что она сыграла свою роль «с героической честностью и силой характера».

## Личная жизнь
22 августа 1937 года вышла замуж за актёра Джона Пейна в городе Монтесито, штат Калифорния. У них родилась дочь, ставшая актрисой Джули Пэйн. Развелись в 1943 году.
Её вторым мужем стал Адриан Скотт, кинопродюсер и сценарист. Когда он был внесён в Чёрный список Голливуда, Адриан хотел перевезти семью в Европу, Ширли предпочла остаться в США. Пара развелась в 1949 году.
Её третьим мужем стал Чарльз Ледерер, сценарист и кинорежиссёр. Племянник Мэрион Дэвис. В браке родился единственный сын — Дэниел Ледерер.
У Ширли были короткие отношения с более молодой звездой вестернов Рори Кэлхун и с французской кинозвездой Жан-Пьер Омон.
Ширли умерла 4 июля 1993 года от рака лёгких в Лос-Анджелесе в возрасте 75 лет и была кремирована. За свой вклад в развитие киноиндустрии она удостоена звезды на Голливудской «Аллее славы» под номером 7020 Hollywood Blvd.

## Избранная фильмография

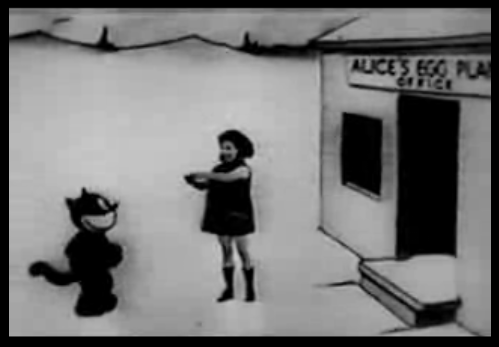
Ширли в роли «Алисы» с Котом Джулиус. Кадр из фильма Яйцефабрика Алисы (1925)

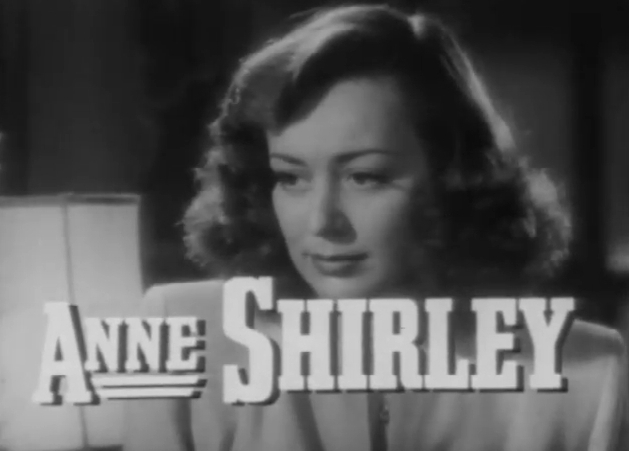
Ширли в фильме Это убийство, моя милочка (1944)

| Год  | Название на русском языке    | Название на английском языке  | Роль                                                | Примечания                                                      |
| ---- | ---------------------------- | ----------------------------- | --------------------------------------------------- | --------------------------------------------------------------- |
| 1922 | —                            | The Hidden Woman              | Девочка                                             | в титрах указана, как Дон О'Дэй Фильм утрачен                   |
| 1922 | —                            | Moonshine Valley              | Нэнси                                               | в титрах указана, как Дон О'Дэй Фильм утрачен                   |
| 1923 | —                            | The Rustle of Silk            | Девочка                                             | в титрах указана, как Дон О'Дэй Фильм утрачен                   |
| 1923 | Испанская танцовщица         | The Spanish Dancer            | Дон Бальтазар Карлос                                | в титрах указана, как Дон О'Дэй                                 |
| 1924 | —                            | The Man Who Fights Alone      | Дороти                                              | в титрах указана, как Дон О'Дэй Фильм утрачен                   |
| 1924 | —                            | The Fast Set                  | Маленькая Маргарет                                  | в титрах указана, как Дон О'Дэй Фильм утрачен                   |
| 1925 | —                            | Riders of the Purple Sage     | Фэй Ларкин                                          | в титрах не указана                                             |
| 1925 | Яйцефабрика Алисы            | Alice's Egg Plant             | Алиса                                               | Short subject в титрах указана, как Дон О'Дэй                   |
| 1927 | —                            | The Callahans and the Murphys | Мэри Каллахан                                       | в титрах указана, как Дон О'Дэй Фильм утрачен                   |
| 1927 | —                            | Night Life                    | Дочь военного спекулянта                            | в титрах указана, как Дон О'Дэй                                 |
| 1928 | —                            | Mother Knows Best             | Салли, в детстве                                    | в титрах указана, как Дон О'Дэй Фильм утрачен                   |
| 1928 | Четыре дьявола               | 4 Devils                      | Марион, как девушка                                 | в титрах указана, как Дон О'Дэй Фильм утрачен                   |
| 1928 | Грехи отцов                  | Sins of the Fathers           | Мария, ребёнок                                      | в титрах указана, как Дон О'Дэй                                 |
| 1930 | Городская девчонка           | City Girl                     | Мари Тастин                                         | в титрах указана, как Дон О'Дэй                                 |
| 1930 | Лолиом                       | Liliom                        | Луис                                                | в титрах указана, как Дон О'Дэй                                 |
| 1931 | Пушечный дым                 | Gun Smoke                     | Дочь Хортона                                        | в титрах указана, как Дон О'Дэй                                 |
| 1931 | —                            | Hello Napoleon                | Маленькая девочка                                   | короткометражный, в титрах указана, как Дон О'Дэй               |
| 1931 | —                            | Howdy Mate                    | -                                                   | короткометражный, в титрах указана, как Дон О'Дэй               |
| 1931 | —                            | Rich Man's Folly              | Энн, в детстве                                      | в титрах указана, как Дон О'Дэй                                 |
| 1932 | Эмма                         | Эмма                          | Изабель в детстве                                   | в титрах не указана                                             |
| 1932 | Молодая Америка              | Young America                 | Мейбл Сондерс                                       | в титрах указана, как Дон О'Дэй                                 |
| 1932 | Такой большой!               | So Big!                       | Селина Пик в детстве                                | в титрах не указана                                             |
| 1932 | Закупочная цена!             | The Purchase Price            | Сара Типтон, дочь                                   | в титрах не указана                                             |
| 1932 | Трое в паре                  | Three on a Match              | Вивиан Ревир в детстве                              | в титрах указана, как Дон О'Дэй                                 |
| 1932 | Распутин и императрица       | Rasputin and the Empress      | Принцесса Анастасия                                 | в титрах не указана                                             |
| 1933 | Жизнь Джимми Долана          | The Life of Jimmy Dolan       | Мэри Лу                                             | в титрах не указана                                             |
| 1934 | Эта сторона рая              | This Side of Heaven           | Девушка с цветами                                   | сцены удалены, в титрах указана, как Дон О'Дэй                  |
| 1934 | Школа для девушек            | School for Girls              | Кэтрин Фогарти                                      |                                                                 |
| 1934 | Заканчивая школу             | Finishing School              | Билли                                               | в титрах указана, как Дон О'Дэй                                 |
| 1934 | Ключ                         | The Key                       | Девушка с цветами                                   | в титрах указана, как Дон О'Дэй                                 |
| 1934 | —                            | Bachelor Bait                 | Мириам Энн Джонсон, соискательница лицензии на брак | в титрах не указана                                             |
| 1934 | Энн из Зелёных Мезонинов     | Anne of Green Gables          | Энн Ширли                                           |                                                                 |
| 1934 | —                            | Picture Palace                | Дон                                                 | короткометражка, в титрах указана, как Дон О'Дэй                |
| 1934 | —                            | Private Lessons               | Дон                                                 | короткометражка, в титрах указана, как Дон О'Дэй                |
| 1935 | —                            | Chasing Yesterday             | Жанна Александр                                     |                                                                 |
| 1935 | Пароход, плывущий по течению | Steamboat Round the Bend      | Флити Белль                                         |                                                                 |
| 1936 | —                            | Chatterbox                    | Дженни Йейтс                                        |                                                                 |
| 1936 | —                            | M'Liss                        | М'лисс Смит                                         |                                                                 |
| 1936 | —                            | Make Way for a Lady           | Джун Дрю                                            |                                                                 |
| 1937 | Слишком много жён            | Too Many Wives                | Бетти Джексон                                       |                                                                 |
| 1937 | —                            | Meet the Missus               | Луиза Фостер                                        |                                                                 |
| 1937 | Стелла Даллас                | Stella Dallas                 | Лорел «Лолли» Даллас                                | номинация — Премия «Оскар» за лучшую женскую роль второго плана |
| 1938 | —                            | Condemned Women               | Милли Энсон                                         |                                                                 |
| 1938 | Законы преступного мира      | Law of the Underworld         | Аннабель Портер                                     |                                                                 |
| 1938 | —                            | Mother Carey's Chickens       | Нэнси Кэри                                          |                                                                 |
| 1938 | Школьница                    | Girls' School                 | Натали Фриман                                       |                                                                 |
| 1938 | —                            | A Man to Remember             | Джин Джонсон                                        |                                                                 |
| 1939 | Мальчики-рабы                | Boy Slaves                    | Энни                                                |                                                                 |
| 1939 | —                            | Sorority House                | Элис Фишер                                          |                                                                 |
| 1939 | —                            | Career                        | Сильвия Бартоломью                                  |                                                                 |
| 1940 | Бдение в ночи                | Vigil in the Night            | Люси Ли                                             |                                                                 |
| 1940 | Дети субботы                 | Saturday's Children           | Бобби Халеви                                        |                                                                 |
| 1940 | —                            | Anne of Windy Poplars         | Энн Ширли                                           |                                                                 |
| 1941 | Вдова из Вест-Пойнт          | West Point Widow              | Нэнси Халл                                          |                                                                 |
| 1941 | —                            | Unexpected Uncle              | Кэтлин Браун                                        |                                                                 |
| 1941 | Дьявол и Дэниэл Уэбстер      | The Devil and Daniel Webster  | Мэри Стоун                                          |                                                                 |
| 1942 | —                            | Four Jacks and a Jill         | Каранина «Нина» Новак                               |                                                                 |
| 1942 | Мэр сорок четвёртой улицы    | The Mayor of 44th Street      | Джесси Ли                                           |                                                                 |
| 1943 | —                            | Lady Bodyguard                | А.К. Бейкер                                         |                                                                 |
| 1943 | —                            | The Powers Girl               | Эллен Эванс                                         |                                                                 |
| 1943 | Бомбардир                    | Bombardier                    | Бертон Хьюз                                         |                                                                 |
| 1943 | Правительство девушек        | Government Girl               | Мэй Харнесс Блейк                                   |                                                                 |
| 1944 | —                            | Man from Frisco               | Диана Кеннеди                                       |                                                                 |
| 1944 | Музыка на Манхэттене         | Music in Manhattan            | Фрэнки Фостер                                       |                                                                 |
| 1944 | Это убийство, моя милочка    | Murder, My Sweet              | Энн Грейл                                           | заключительная роль в кино                                      |

## Награды и номинации
| Год  | Награда                                   | Категория                                           | Номинированная работа | Итог      |
| ---- | ----------------------------------------- | --------------------------------------------------- | --------------------- | --------- |
| 1937 | 10-я церемония награждения премии «Оскар» | Премия «Оскар» за лучшую женскую роль второго плана | Стелла Даллас         | Номинация |